# Oklo Inc.
Oklo Inc. is een Amerikaans geavanceerd bedrijf voor nucleaire technologie, gevestigd in Santa Clara (Californië). 
Het bedrijf werd in 2013 opgericht door Jacob DeWitte en Caroline Cochran, beiden afgestudeerd aan het Massachusetts Institute of Technology (MIT). Het bedrijf ontwerpt compacte snelle reactoren met als doel schone, veilige en betaalbare energie te leveren. De voorzitter is OpenAI-medeoprichter Sam Altman.
De naam van het bedrijf is afgeleid van Oklo, een regio in het Afrikaanse land Gabon waar ongeveer 1,7 miljard jaar geleden zelfvoorzienende kernsplijtingsreacties plaatsvonden.
Het bedrijfsmodel van Oklo is gericht op de verkoop van elektriciteit aan klanten. De belangrijkste productlijn voor de productie van elektriciteit is de productlijn voor de kernreactor Aurora. De Aurora-centrale is een ontwerp voor een kleine elektriciteitscentrale die 15-50 MWe aan elektrische energie kan opwekken via een Siemens- of soortgelijk elektriciteitsopwekkingssysteem en waarbij gebruik wordt gemaakt van een compacte snelle neutronenreactor om warmte te produceren. Snelle reactoren werden voor het eerst in de jaren vijftig in gebruik genomen, met ongeveer twintig exemplaren die tegelijkertijd in bedrijf waren, wat aantoonde dat ze veiliger waren dan thermische-neutronenreactoren . De Aurora is bedoeld voor off-grid toepassingen, waaronder datacenters, kunstmatige intelligentie, afgelegen gemeenschappen, industriële locaties en militaire bases . Het toestel kan tot 10 jaar lang functioneren zonder bij te tanken.
Oklo is ook van plan om radio-isotopen te produceren via zijn nucleaire brandstofrecyclingproces en snelle reactortechnologie. Deze radio-isotopen hebben een breed scala aan toepassingen, waaronder beeldvormend medisch onderzoek en kankerbehandeling, industriële toepassingen zoals niet-destructief testen en procescontrole, en energietoepassingen zoals radio-isotopen thermo-elektrische generatoren, kernbatterijen en fusieonderzoek. 
Als snelreactor die gekoeld wordt met vloeibaar metaal biedt de Aurora-centrale een aantal voordelen op het gebied van werking en veiligheid. Aurora heeft sterk negatieve reactieve feedbackcoëfficiënten die voortvloeien uit de bouw van het systeem. Deze inherente feedbackmechanismen zorgen ervoor dat het reactorvermogen afneemt als reactie op temperatuurschommelingen, zonder dat er tussenkomst van de operator of actieve veiligheidssystemen nodig is. Dit werd aangetoond in de Shutdown Heat Removal Test-serie bij Experimental Breeder Reactor-II, een snelle natriumreactor die tussen 1964 en 1994 in bedrijf was en die een groot deel van het ontwerp van de Aurora-centrale inspireerde.
Oklo's aanvraag voor een gecombineerde bouw- en exploitatievergunning voor de Aurora-centrale werd aanvankelijk afgewezen door de Nuclear Regulatory Commission (NRC) op 6 januari 2022. De NRC gaf aan dat Oklo tijdens de aanvraagprocedure onvoldoende informatie had verstrekt en dat Oklo in de toekomst opnieuw een aanvraag kon indienen. Oklo is van plan om in 2027 zijn eerste Aurora-centrale te bouwen bij het Idaho National Laboratory. Oklo heeft ook intentieverklaringen ondertekend met Diamondback Energy en Wyoming Hyperscale om elektriciteit te leveren voor de Permian Basin-activiteiten van Diamondback en de datacentercampus van Wyoming Hyperscale gedurende een periode van twintig jaar.
Het bedrijf heeft durfkapitaal ontvangen van verschillende investeerders, waaronder Hydrazine Capital, opgericht door Sam Altman met Peter Thiel als enige commanditaire vennoot, Facebook-medeoprichter Dustin Moskovitz, Ron Conway van SV Angels, Kevin Efrusy van Accel Partners, en Tim Draper van Draper Associates. In juli 2023 werd aangekondigd dat het bedrijf van plan was via een speciaal overnamebedrijf naar de beurs te gaan, met een waarde van 850 miljoen dollar. 
Op 10 mei 2024 fuseerde Oklo met AltC Acquisition Corp, wat een bruto-opbrengst van 306 miljoen dollar opleverde.